# Flammer
Flammer, tidigare Lady Flammer, född 9 november 1999 i Monterrey i Nuevo León är en mexikansk luchadora (fribrottare). Sedan den senare delen av 2010-talet är hon ett av de största namnen på den oberoende mexikanska fribrottningsscenen i förbund som The Crash Lucha Libre, Kaoz Lucha Libre, MexaWrestling och Generación XXI. I december 2020 gjorde hon sin debut för Mexikos största förbund, Lucha Libre AAA Worldwide, vid deras årliga evenemang Triplemanía.
Den 18 juni 2022 besegrade hon Chik Tormenta i en Lucha de apuestas-match under evenemanget Triplemanía XXX i Monterrey.
Som många andra mexikanska fribrottare uppträder Flammer med mask, enligt traditionerna inom lucha libre. Hennes riktiga namn och identitet är således inte känt av allmänheten.